# Opere pubbliche

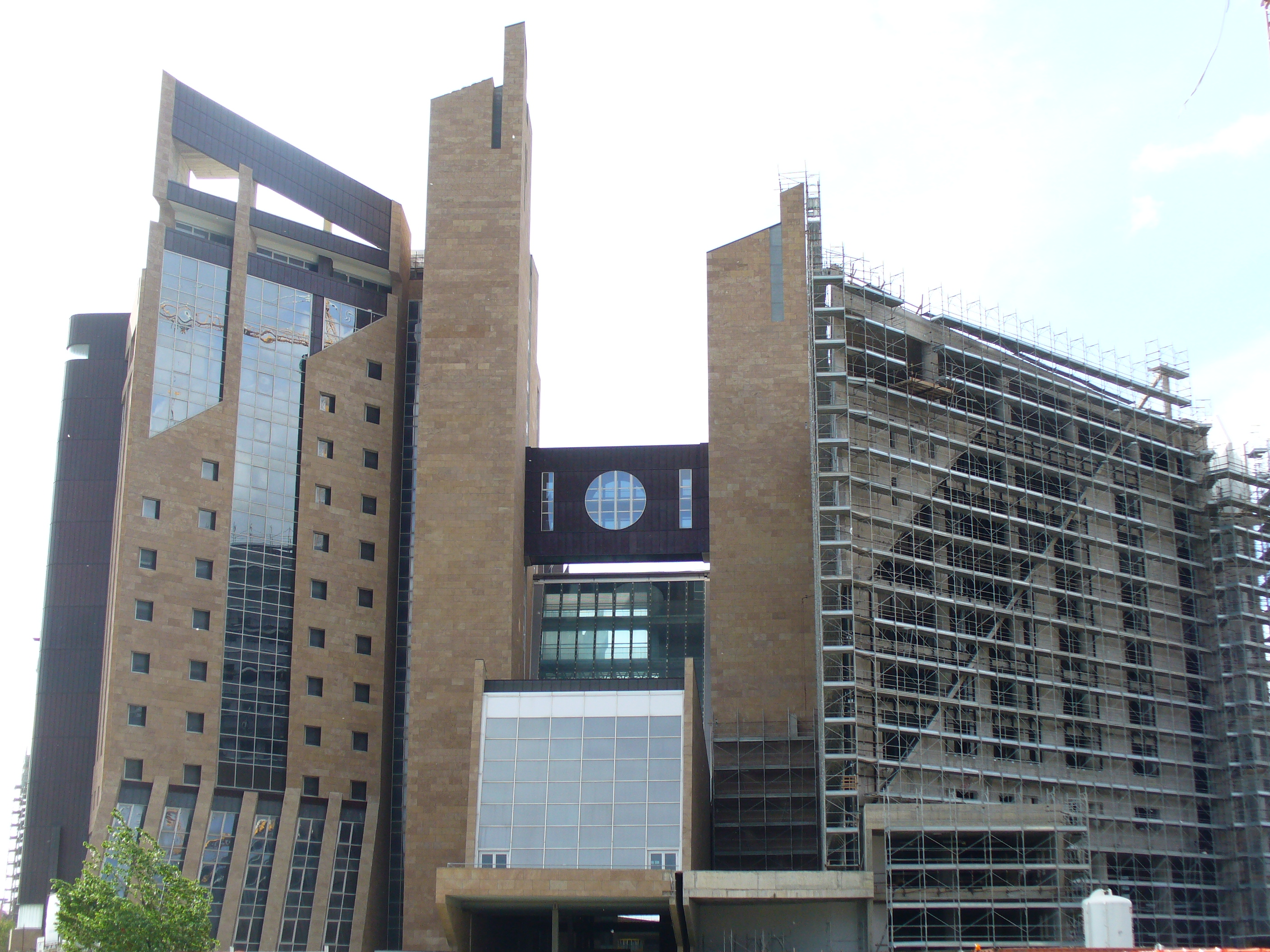
Il Palazzo di Giustizia a Firenze, esempio di grande opera pubblica

Per opere pubbliche si intendono quei manufatti, realizzati da enti pubblici per essere fruiti indistintamente dai cittadini.
Possono essere realizzati su aree acquisite mediante procedimento espropriativo a spese della collettività da enti territoriali quali Stato, Regione, Provincia o Comune. A titolo d'esempio sono da considerare opere pubbliche le strade, le stazioni ferroviarie, gli aeroporti, le carceri, le costruzioni militari (caserme) e quelle civili (palazzi, scuole ecc.).
Il problema del reperimento di risorse economiche per la realizzazione di opere pubbliche ha fatto sì che si sviluppassero tecniche di finanziamento che coinvolgessero anche soggetti privati, una delle più conosciute va sotto il nome di finanza di progetto.

## Italia

### Opera privata di pubblica utilità

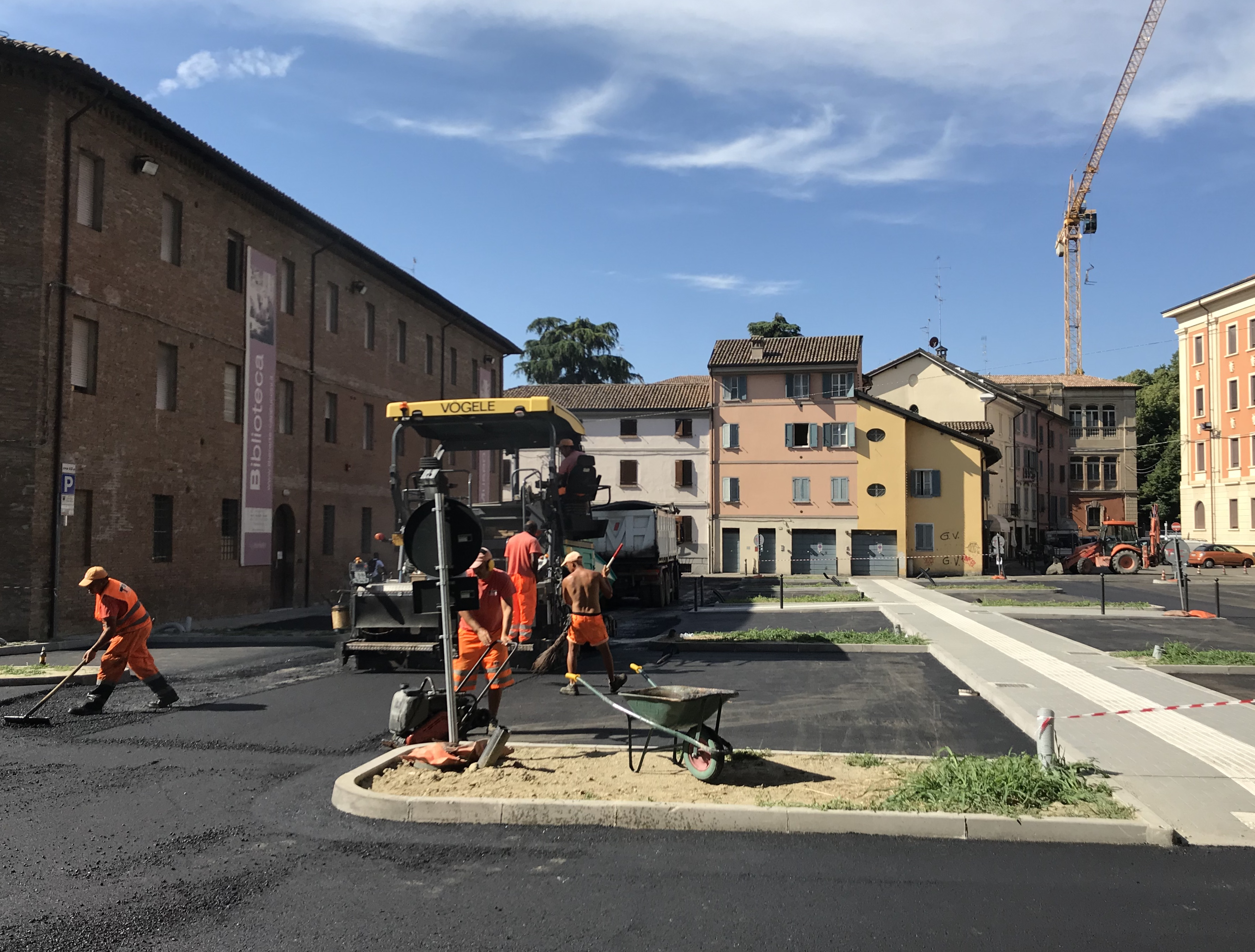
Lavori pubblici nel centro di Reggio Emilia

La figura dell'opera privata di pubblica utilità è invece un'opera privata, cioè realizzata da soggetti diversi da quelli pubblici (indicati prima) ma destinata allo stesso scopo, ovvero il conseguimento di un pubblico interesse. La distinzione fra i due tipi di opera è rilevante ai fini dell'individuazione del procedimento applicabile e della conseguente titolarità della giurisdizione in caso di controversie.
Si discute infatti se siano opere pubbliche stricto sensu quelle realizzate dagli I.A.C.P. che sono enti pubblici non territoriali. In varie occasioni, la giurisprudenza del Consiglio di Stato ha avuto modo di precisare che le opere di edilizia residenziale pubblica agevolata (cd. e.r.p.) non sono opere pubbliche per difetto del requisito soggettivo; di conseguenza, non è applicabile in questi casi la legge n. 1 del 1978 che prevede il cd. regime acceleratorio (un procedimento semplificato per accelerare la costruzione di edifici da destinare a case popolari. Al più, gli alloggi realizzati dagli I.A.C.P. possono essere considerati come opere private di pubblica utilità, in quanto:
- l'opera pubblica in senso stretto si connota per la sua fruibilità da parte di un numero potenzialmente indeterminato di soggetti (ad es. le scuole);
- gli alloggi di edilizia residenziale pubblica non sono suscettibili di godimento contemporaneo e collettivo, ma solo di godimento individuale, sulla base di una graduatoria di assegnazione.

### Disciplina dei lavori pubblici
In Italia il progetto e l'esecuzione dei lavori pubblici era disciplinato dalla legge n. 163 del 12 aprile 2006, oggi sostituita dal decreto legislativo numero 36/2023, il Codice dei contratti pubblici.
La progettazione di opere pubbliche si articola su tre stadi che corrispondono a livelli sempre più definiti, con progettazione più dettagliata e finalizzati agli scopi sotto riportati:
- progettazione di fattibilità tecnico-economica, finalizzata alla definizione funzionale, prestazionale, geometrica e costruttiva dell'opera per il confronto tra potenziali alternativa, la giustificazione della soluzione progettuale da sviluppare e l'avvio, qualora fosse possibile e risultasse necessaria, della procedura di espropriazione;
- progettazione definitiva, finalizzata alla definizione in dettaglio delle caratteristiche geometriche dell'opera per l'acquisizione di pareri e autorizzazioni presso la convocanda Conferenza dei Servizi, nonché alla quantificazione economica di dettaglio dei lavori, servizi e forniture da eseguire per la definizione del quadro economico;
- progettazione esecutiva, finalizzata alla definizione di tutti i dettagli e particolari costruttivi per la realizzazione fattibile delle opere, alla definizione di tempi e modalità di cantierizzazione (e.g. cronoprogramma, piani di cantiere, fasi costruttive), alla definizione delle procedure di sicurezza in fase di realizzazione (piano di sicurezza e coordinamento), alla definizione delle parti economica (elenco dei prezzi, lista delle categorie di lavoro e forniture, computo metrico, quadro economico, incidenza della manodopera) e amministrativa (capitolati, schemi di contratto) necessarie per l'indizione della procedura di assegnazione dei lavori e forniture (procedura aperta, procedura competitiva, assegnazione diretta, etc.).

Nel caso di appalto integrato, parte degli elaborati di progetto esecutivo vengono anticipati al progetto definitivo (e.g. piano di sicurezza e coordinamento).
Ogni stadio descrive gli elaborati di progetto minimi che devono essere presentati al Responsabile unico del procedimento, che rappresenta la Pubblica Amministrazione.

### Archivio nazionale delle opere pubbliche
L'AINOP, acronimo di Archivio Informatico Nazionale Opere Pubbliche, costituisce un registro informatico completo di tutte le opere pubbliche presenti in Italia. L'AINOP offre la possibilità di controllare lo stato di salute delle infrastrutture stradali, agevolando la pianificazione di interventi di controllo e manutenzione. Questo strumento viene utilizzato dalle istituzioni italiane per gestire efficacemente la sicurezza delle strade e raccoglie dati tecnici, amministrativi e contabili relativi a ogni opera pubblica sul territorio nazionale.
L'archivio dell'AINOP è organizzato in diverse categorie, che includono ponti, viadotti e cavalcavia, ferrovie sia a livello nazionale che regionale, aeroporti, dighe e acquedotti, gallerie per il transito di treni e veicoli stradali, porti e infrastrutture portuali, e costruzioni pubbliche. Le informazioni archiviate nell'AINOP permettono di effettuare una valutazione globale sulla sicurezza delle opere, facilitando il processo di pianificazione e finanziamento degli interventi di riqualificazione o manutenzione e stabilendo la priorità di tali interventi.